# 耳口乡
耳口乡，是中华人民共和国江西省鹰潭市贵溪市下辖的一个乡镇级行政单位。

## 行政区划
耳口乡下辖以下地区：
耳口村、圳上村、南港村、梅潭村、横港村和昌甫村。

## 中国传统村落
2013年8月，曾家村被评为第二批中国传统村落。